# تشارلي آدامز (لاعب كرة قدم أمريكية)
تشارلي آدامز (بالإنجليزية: Charlie Adams)‏ هو لاعب كرة قدم أمريكية أمريكي، ولد في 23 أكتوبر 1979 في بلينفيلد (نيوجيرسي) في الولايات المتحدة.

## وصلات خارجية
- تشارلي آدامز على موقع مرجع كرة القدم المحترفة.كوم (الإنجليزية)